# Strasbourg

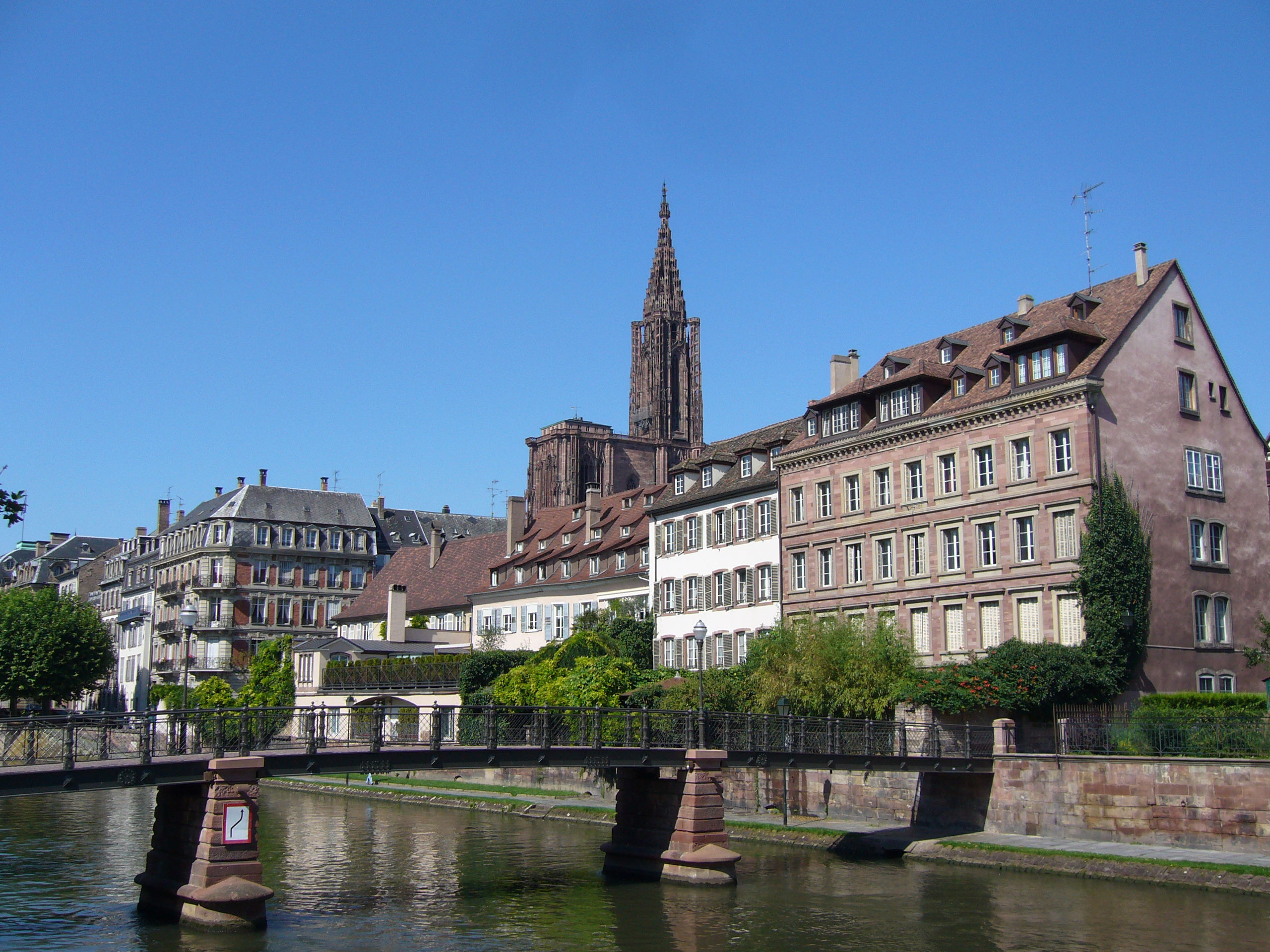
Illfloden och Vårfrukatedralen.

Strasbourg (franskt uttal [stʁasbuʁ] ( lyssna) eller [stʁazbuʁ]; tyska: Straßburg, uttal [ˈʃtʁaːsbʊʁk] ( lyssna); äldre svensk stavning: Strassburg, uttal [ˈstrasːbɵrj] eller [ˈstrasːbɵrɡ]; elsassiska: Strossburi, uttal [ˈʃdroːsbuʀi] ( lyssna)) är en stad och kommun i departementet Bas-Rhin i regionen Grand Est i nordöstra Frankrike. Staden är säte för Europaparlamentet, Europarådet, Europadomstolen (Europeiska domstolen för mänskliga rättigheter) och Eurokåren. År 2017 hade Strasbourg 280 966 invånare. Storstadsområdet hade 780 715 invånare år 2015.
Strasbourg är huvudort i regionen Grand Est och var huvudort i den tidigare provinsen Alsace.
Stadens historia sträcker sig tillbaka till innan romartiden och har länge utgjort en viktig knutpunkt för fransk och tysk kultur; här talades under långa tider tyska, vilket förklarar stadens nuvarande namn. Trots att detta inte skett utan historiska konflikter, utgör området en bro mellan Frankrike och Tyskland, i dag till exempel genom Strasbourgs universitet, Frankrikes största, och kännetecknas dessutom av samexistens av katolsk och protestantisk kultur. Allt detta har bidragit till stadens symbolvärde inte bara för den fransk-tyska vänskapen utan för hela den europeiska saken, vilket gjort den till en av de tätast representerade orterna i världen i fråga om både europeiska och internationella organisationer.
Ekonomiskt är Strasbourg en viktig ort för såväl forskning som produkter och tjänster som har med finans, teknik, tillverkning, infrastruktur och kommunikation att göra. Strasbourgs hamn är den näst största längs floden Rhen efter Duisburg i Tyskland.

## Historia
Utgrävningar runt orten indikerar mänsklig närvaro som sträcker sig tillbaka flera tusen år i tiden. Orten blev först permanent boplats för protokelter omkring 1300 f.Kr. och senast vid 300-talet f.Kr. hade en keltisk stad etablerats med en marknad med namnet Argentorate. Sedan dess har staden, genom sitt strategiskt viktiga och samtidigt för landarméer sårbara läge, skiftat styre ett otal gånger genom historien.

### Romartiden
Det norröver expanderande Romerska riket etablerade sin permanenta närvaro först i och med att dess provins Germania Superior fick en militärbas i området under den galliske ståthållaren Nero Claudius Drusus. Staden Argentoratum, senare Strateburghi, grundades några år senare på den tidigare bosättningen på kejsar Augustus order - ortsnamnet förekommer tidigast år 12 f.Kr., vilket medförde att staden firade 2000-årsjubileum år 1988. Orten låg strategiskt i den Germania Superior och bildade knutpunkt för såväl landburna transporter som sjöfart längs med Rhen.
År 357 utkämpades slaget vid Argentoratum, varvid alemannerna förlorade mot den blivande kejsaren Julianus Apostata. Alemmannerkungen Chonodomarius fängslades. Men redan tio år efteråt korsade alemannerna den frusna floden Rhen i så stora antal att romarna inte kunde försvara staden. I början av 400-talet tycks alemannerna ha etablerat sig i dagens Alsace och stora delar av Schweiz.

### Medeltiden
I slutet av 400-talet erövrades Strasbourg av frankerna och kom att ingå i Frankerriket. Vid delningen av Frankerriket 843 tillföll Strasbourg Lothar I och Lothringen men kom att vara omstridd mellan Väst- och Östfrankiska rikena. Från 925 tillhörde staden Tysk-romerska riket och kallades ibland på latin Argentina.
Vårfrukatedralen i Strasbourg färdigställdes år 1439. Mellan 1647 och 1874 var katedralen världens högsta byggnad.
Under år 1518 inträffade den berömda dansmanin i Strasbourg. Bara några år efter dansmanin ägde reformationen rum i staden. Under den protestantiska reformationen på 1520-talet influerades staden av Martin Luther, vars efterföljare år 1538 grundade ett universitet.

### Modern tid
Under den tidigmoderna tiden var staden en tid en fri stadsstat, som förhöll sig neutralt under trettioåriga kriget. År 1681 annekterades staden av Frankrike, men kom inte att omfattas av de annars stränga religionsdoktrinerna i Frankrike, och många franska protestanter bosatte sig i Strasbourg tack vare den för tiden utökade religionsfriheten.
I samband med Franska revolutionen, som inte minst Strasbourg påverkades av, skrevs här bland annat den franska nationalsången Marseljäsen, ursprungligen namngiven Chant de guerre pour l'armée du Rhin.
Under industriella revolutionen under 1800-talet trefaldigades stadens folkmängd.
Staden annekterades igen sommaren 1871 efter fransk-tyska krigets slut, denna gång av det nygrundade tyska kejsarriket. Staden återgick emellertid till Frankrike 1919 efter Versaillesfreden som avslutade det första världskriget.
Under andra världskriget, från 1940 var staden återigen annekterad av Nazityskland, fram tills tyskarna drevs ut av de allierade strax efter landstigningen i Normandie 1944.

## Utbildning
Strasbourg hyser Université de Strasbourg med drygt 40 000 studenter, vilket gör det till Frankrikes största. Staden är också säte för EM Strasbourg Business School huvudkontor.

## Infrastruktur
Staden återinförde spårväg 1994. Både vagnarna och hållplatserna är elegant utformade och pekas ofta ut som ett typexempel på bra design inom kollektivtrafik.

## Befolkningsutveckling
Antalet invånare i kommunen Strasbourg
| Referens: INSEE |

## Bildgalleri

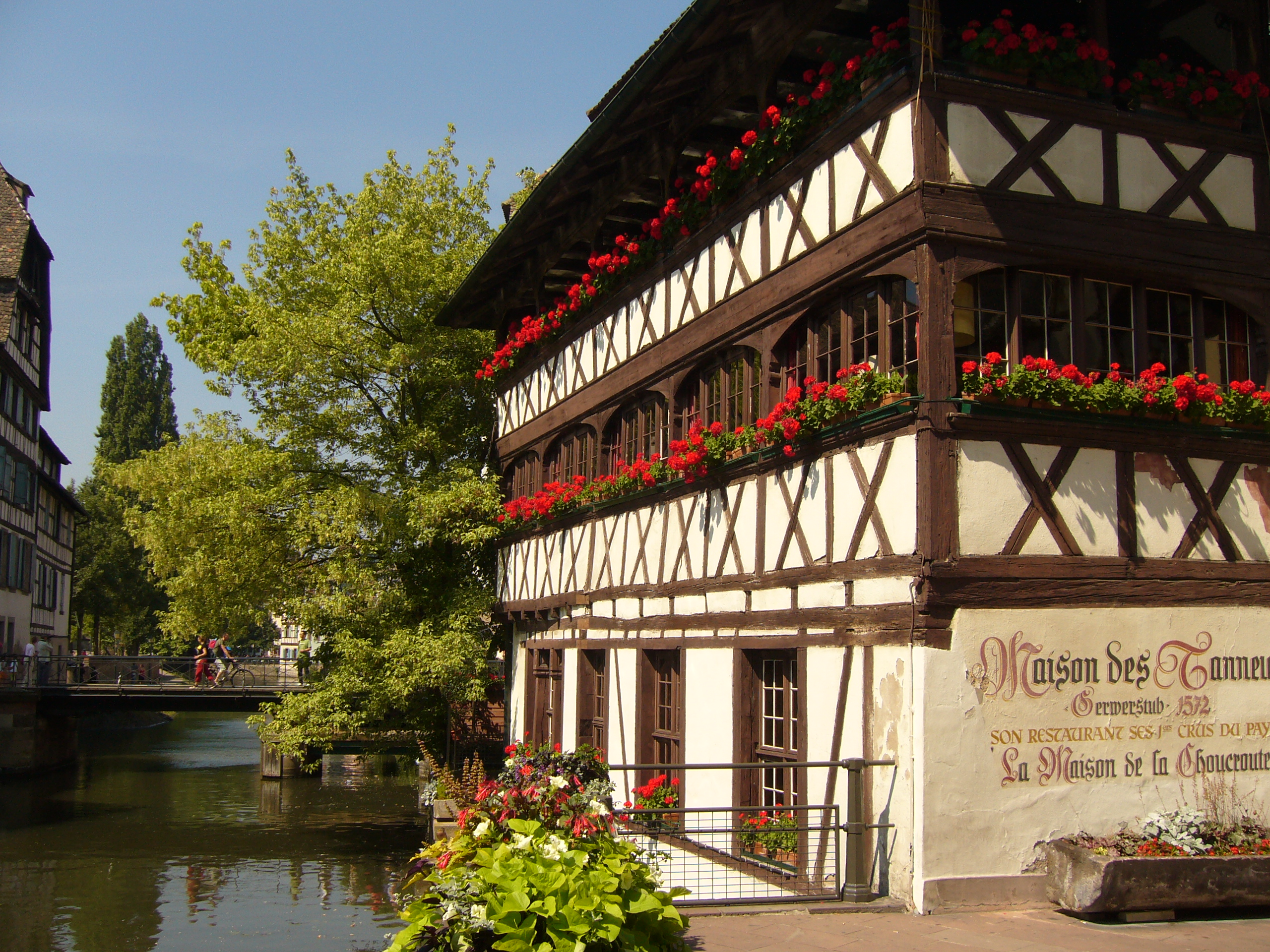
Garvarehuset i La Petite France som är en gammal stadsdel i Strasbourg.
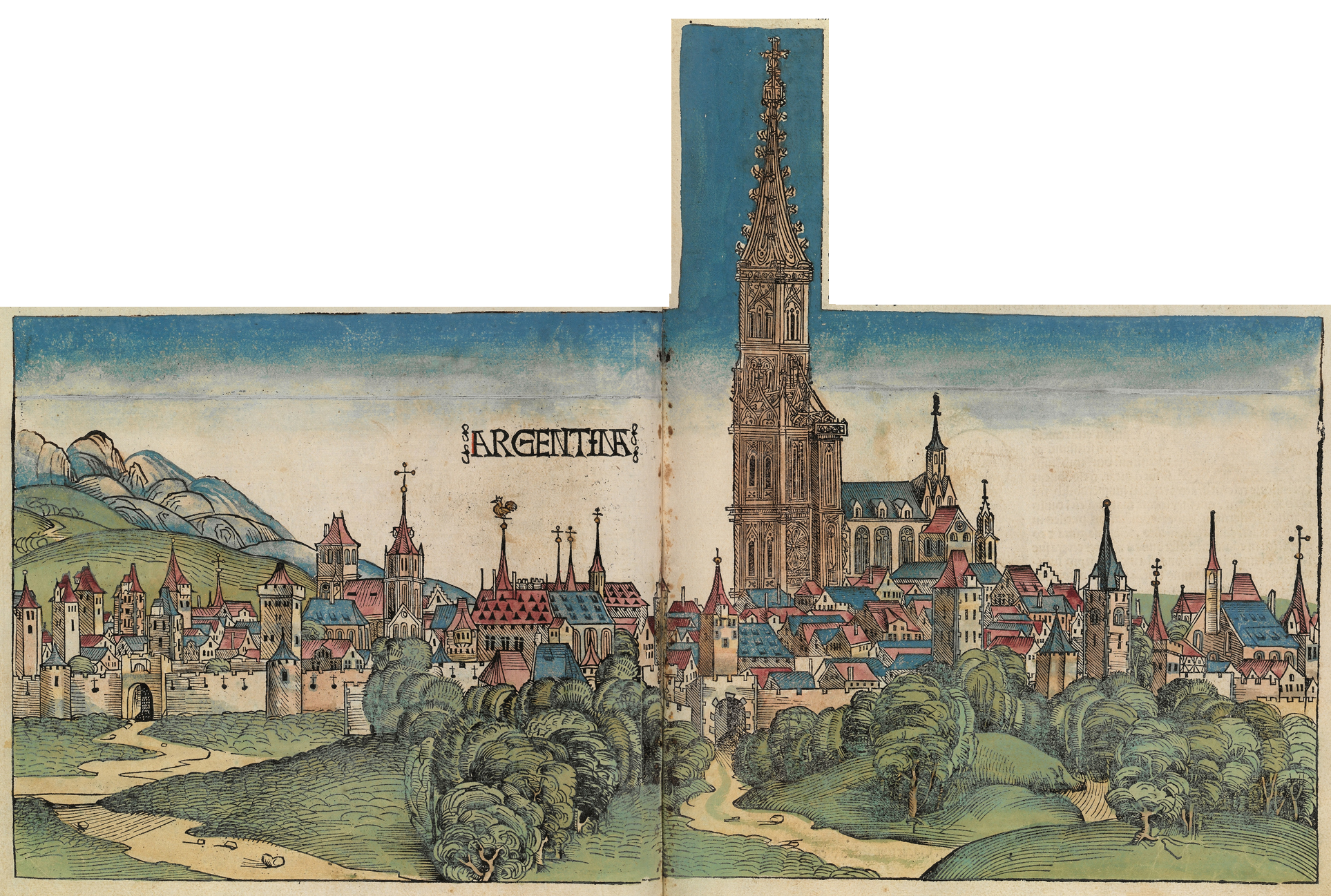
Strasbourg 1493.
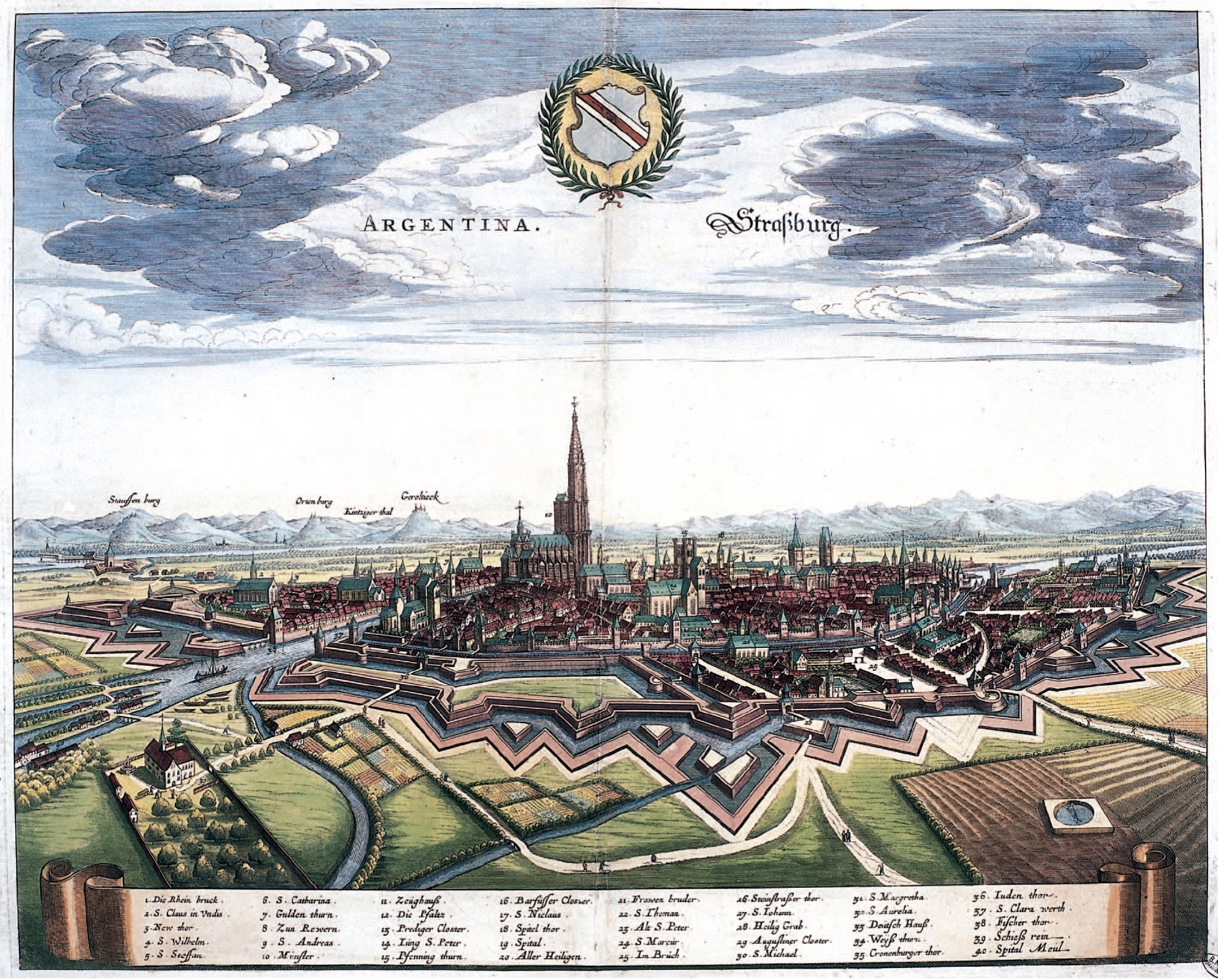
Strasbourg 1644.
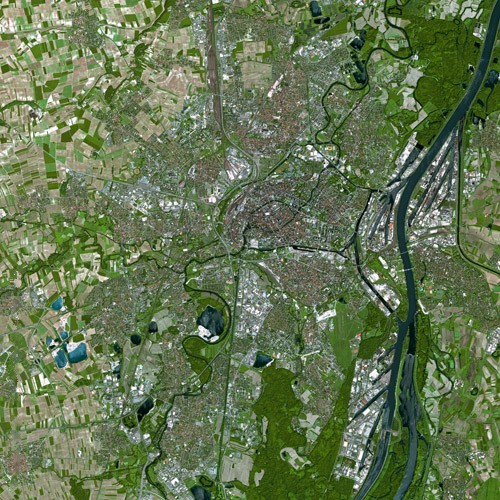
Satellitbild i nutid.
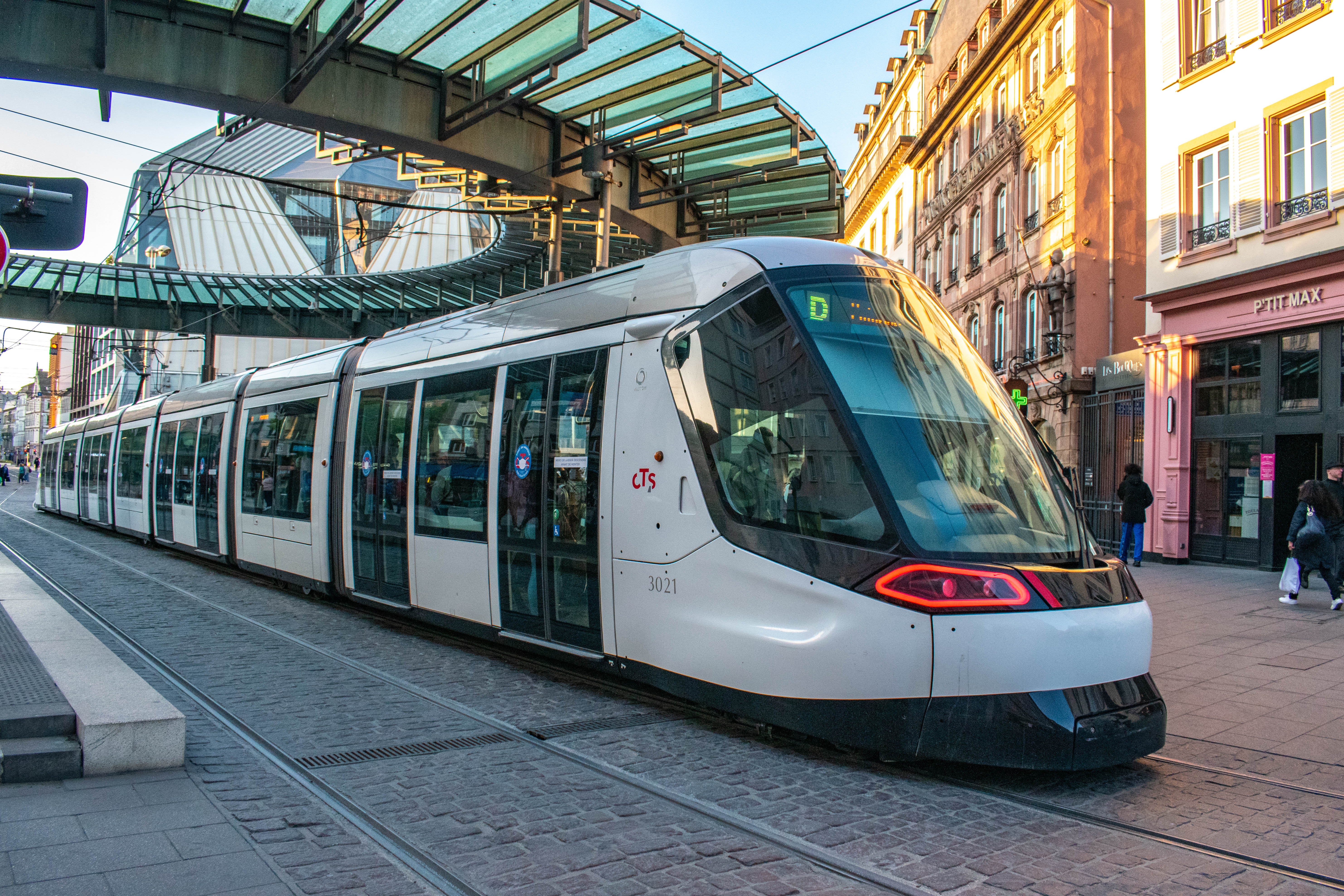
Spårvagn av typ Citadis 403 vid hållplatsen Homme de Fer.